# Jardín de Catalina Labouré
El Jardín de Catalina Labouré está ubicado en el VII distrito de París, en los barrios de Los Inválidos, Escuela Militar y Santo Tomás de Aquino.

## Ubicación
Se accede a través del número 29 de la calle de Babylone.
Pasan por ahí por las líneas 10 y 12 en la Estación de Sèvres - Babylone.

## Origen del nombre
Fue nombrado en honor de Santa Catalina Labouré (1806-1876), una monja que tuvo apariciones de la Virgen María en el siglo XIX en la capilla contigua a este jardín; es también en relación con las famosas apariciones que esta capilla recibió el nombre de Nuestra Señora de la Medalla Milagrosa.

## Historia y descripción
Este jardín fue abierto al público en 1977 tras un acuerdo entre las Hijas de la Caridad de San Vicente de Paul y la Ciudad de París.
Oculta tras altos muros, este antiguo huerto de las monjas se encuentra a la sombra de un cenador, tiene vides y numerosos árboles frutales. Hay un huerto y juegos para niños.
Desde los años 2000, el jardín da acceso, por la parte trasera, al antiguo huerto del Hospicio de los Incurables, que se convirtió en el hospital de Laennec.